# NGC 2614
NGC 2614 è una galassia a spirale situata nella costellazione dell'Orsa Maggiore, a una distanza di circa 168 milioni di anni luce dalla nostra Via Lattea.

## Scoperta
La galassia è stata scoperta il 1 dicembre 1863 dall'astronomo tedesco Heinrich d'Arrest.

## Descrizione
NGC 2614 ha una classe di luminosità III e presenta una larga riga a 21 cm dell'idrogeno neutro.
Data la sua luminosità superficiale pari a 14,16, NGC 2614 può essere classificata come una galassia a bassa luminosità superficiale (nella letteratura in lingua inglese abbreviata in LSB, acronimo di Low Surface Brightness). Le galassie LSB sono galassie di tipo diffuso (D) con una luminosità superficiale inferiore di almeno una magnitudine a quella del cielo notturno circostante.

## Gruppo di IC 520
NGC 2614 fa parte del Gruppo di IC 520. Oltre a IC 520, del gruppo fanno parte anche NGC 2629 e NGC 2646.